# Tampa Bay Lightning

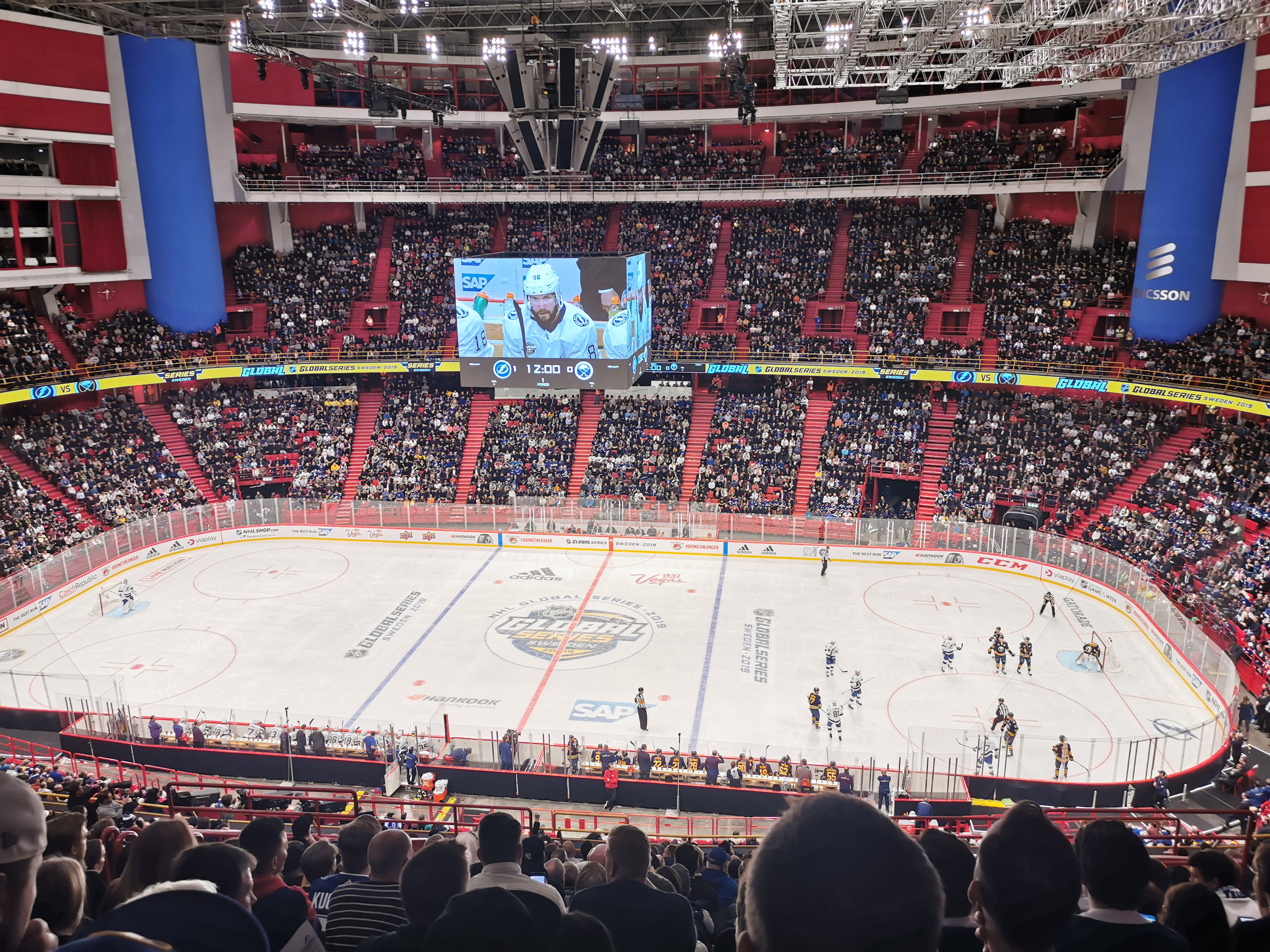
Tampa Bay Lightning i en NHL-match mot Buffalo Sabres i Globen 2019.

Tampa Bay Lightning är en amerikansk ishockeyorganisation vars lag är baserat i Tampa i Florida och har varit medlemsorganisation i National Hockey League (NHL) sedan den 16 december 1991; de kom dock till spel från och med säsongen 1992–1993. Hemmaarenan är Amalie Arena, som invigdes den 20 oktober 1996 med namnet Ice Palace. Laget spelar i Atlantic Division tillsammans med Boston Bruins, Buffalo Sabres, Detroit Red Wings, Florida Panthers, Montreal Canadiens, Ottawa Senators och Toronto Maple Leafs.
Lightning har vunnit Stanley Cup tre gånger, 2003/2004, 2019/2020 och 2020/2021.
Laget har haft en del namnkunniga spelare genom åren som Steven Stamkos, Vincent Lecavalier, Martin St. Louis, Dave Andreychuk, Brad Richards, Fredrik Modin, Chris Gratton, Dan Boyle och Nikolaj Chabibulin.

## Historik
Laget kom med i NHL 1992 och var under större delen av 90-talet ett bottenlag. Säsongen 1995-96 lyckades man dock gå till slutspel för första gången. Omkring millennieskiftet genomfördes en föryngring av laget som så småningom ledde till seger i Stanley Cup 2004. Stjärnor i detta lag var Nikolaj Chabibulin, Dan Boyle, Pavel Kubina, Vincent Lecavalier, Martin St. Louis och Brad Richards.
Lightning nådde också Stanley Cup-finaler för säsongerna 2014–2015 och 2021–2022.

### Stanley Cup-spel

#### 1990-talet
- 1993 – Missade slutspel.
- 1999 – Missade slutspel.

#### 2000-talet
- 2000 – Missade slutspel.
- 2003 – Förlorade i andra ronden mot New Jersey Devils med 4–1 i matcher.
- 2004 – Vann finalen mot Calgary Flames med 4–3 i matcher.
  - Dmitrij Afanasenkov, Dave Andreychuk (C), Dan Boyle, Nikolaj Chabibulin,  Martin Cibák, Ben Clymer, Jassen Cullimore, Chris Dingman, Ruslan Fedotenko, John Grahame, Pavel Kubina, Vincent Lecavalier, Brad Lukowich, Fredrik Modin, Stanislav Neckář, Nolan Pratt, Éric Perrin, Brad Richards, André Roy, Darren Rumble, Cory Sarich, Martin St. Louis, Cory Stillman, Darryl Sydor, Tim Taylor – John Tortorella
- 2005 – Lockout.
- 2009 – Missade slutspel.

#### 2010-talet
- 2010 – Missade slutspel.
- 2019 – Förlorade i första ronden mot Columbus Blue Jackets med 4–0 i matcher.

#### 2020-talet
- 2020 – Vann finalen mot Dallas Stars med 4–2 i matcher.
  - Zach Bogosian, Erik Černák, Anthony Cirelli, Braydon Coburn, Blake Coleman, Barclay Goodrow, Yanni Gourde, Victor Hedman, Tyler Johnson, Mathieu Joseph, Alexander Killorn, Nikita Kutjerov, Patrick Maroon, Ryan McDonagh, Curtis McElhinney, Ondřej Palát, Cédric Paquette, Brayden Point, Jan Rutta, Luke Schenn, Michail Sergatjov, Kevin Shattenkirk, Steven Stamkos (C), Mitchell Stephens, Andrej Vasilevskij, Carter Verhaeghe, Aleksandr Volkov & Scott Wedgewood – Jon Cooper
- 2021 – Vann finalen mot Montreal Canadies med 4–1 i matcher.
  - Erik Černák, Anthony Cirelli, Blake Coleman, Ross Colton, Cal Foote, Barclay Goodrow, Yanni Gourde, Victor Hedman, Tyler Johnson, Mathieu Joseph, Alexander Killorn, Nikita Kutjerov, Patrick Maroon, Ryan McDonagh, Curtis McElhinney, Ondřej Palát, Brayden Point, Jan Rutta, David Savard, Luke Schenn, Michail Sergatjov, Steven Stamkos (C), Mitchell Stephens & Andrej Vasilevskij – Jon Cooper
- 2022 – Förlorade finalen mot Colorado Avalanche med 4–2 i matcher.
- 2025 – Förlorade i första ronden mot Florida Panthers med 4–1 i matcher.

Spelare i kursiv stil fick inte sina namn ingraverade på Stanley Cup-pokalen.

## Nuvarande spelartrupp

### Spelartruppen 2025/2026
Senast uppdaterad: 23 juli 2025.

Alla spelare som har kontrakt med Tampa Bay Lightning och har spelat för dem under aktuell säsong listas i spelartruppen. Spelarnas löner är i amerikanska dollar och är vad de skulle få ut om de vore i NHL-truppen under hela grundserien (oktober–april). Löner i kursiv stil är ej bekräftade.
| Målvakter                                                                                     | Målvakter | Målvakter                | Målvakter                | Målvakter   | Målvakter | Målvakter | Målvakter      | Målvakter                   | Målvakter | Målvakter |
| Nr                                                                                            |           | Namn                     | Namn                     | Lön 25/26   |           | Kontrakt  | Kom till laget | Kom ifrån                   |           |           |
| --------------------------------------------------------------------------------------------- | --------- | ------------------------ | ------------------------ | ----------- | --------- | --------- | -------------- | --------------------------- | --------- | --------- |
| 31                                                                                            | Sverige   | Jonas Johansson          | Jonas Johansson          | $1 250 000  | [ 11 ]    | 2027      | 2022           | Colorado Eagles             |           |           |
| 33                                                                                            | USA       | Brandon Halverson        | Brandon Halverson        | $775 000    | [ 12 ]    | 2026      | 2025           | Syracuse Crunch             |           |           |
| 88                                                                                            | Ryssland  | Andrej Vasilevskij       | Andrej Vasilevskij       | $9 000 000  | [ 13 ]    | 2028      | 2016           | Syracuse Crunch             |           |           |
| --                                                                                            | Kanada    | Ryan Fanti               | Ryan Fanti               | $775 000    | [ 14 ]    | 2026      | 2025           | Orlando Solar Bears         |           |           |
| --                                                                                            | Kanada    | Harrison Meneghin        | Harrison Meneghin        | $872 500    | [ 15 ]    | 2028      | 2025           | Medicine Hat Tigers         |           |           |
| Backar                                                                                        |           |                          |                          |             |           |           |                |                             |           |           |
| Nr                                                                                            |           | Namn                     | Namn                     | Lön 25/26   |           | Kontrakt  | Kom till laget | Kom ifrån                   |           |           |
| 27                                                                                            | USA       | Ryan McDonagh − A        | Ryan McDonagh − A        | $4 200 000  | [ 16 ]    | 2026      | 2024           | Nashville Predators         |           |           |
| 43                                                                                            | Kanada    | Darren Raddysh           | Darren Raddysh           | $836 000    | [ 17 ]    | 2026      | 2023           | Syracuse Crunch             |           |           |
| 57                                                                                            | Kanada    | Dyllan Gill              | Dyllan Gill              | $870 000    | [ 18 ]    | 2027      | 2024           | Huskies de Rouyn-Noranda    |           |           |
| 64                                                                                            | USA       | Steven Santini           | Steven Santini           | $775 000    | [ 19 ]    | 2027      | 2024           | Syracuse Crunch             |           |           |
| 65                                                                                            | Kanada    | Max Crozier              | Max Crozier              | $775 000    | [ 20 ]    | 2028      | 2025           | Syracuse Crunch             |           |           |
| 67                                                                                            | USA       | Declan Carlile           | Declan Carlile           | $775 000    | [ 21 ]    | 2026      | 2024           | Syracuse Crunch             |           |           |
| 76                                                                                            | USA       | Roman Schmidt            | Roman Schmidt            | $775 000    | [ 22 ]    | 2026      | 2023           | Kitchener Rangers           |           |           |
| 77                                                                                            | Sverige   | Victor Hedman − C        | Victor Hedman − C        | $10 000 000 | [ 23 ]    | 2029      | 2009           | Modo Hockey                 |           |           |
| 78                                                                                            | Norge     | Emil Martinsen Lilleberg | Emil Martinsen Lilleberg | $800 000    | [ 24 ]    | 2027      | 2024           | Syracuse Crunch             |           |           |
| 81                                                                                            | Slovakien | Erik Černák              | Erik Černák              | $6 760 000  | [ 25 ]    | 2031      | 2018           | Syracuse Crunch             |           |           |
| 90                                                                                            | Schweiz   | Janis Moser              | Janis Moser              | $4 050 000  | [ 26 ]    | 2026      | 2024           | Arizona Coyotes             |           |           |
| --                                                                                            | Kanada    | Charles-Édouard D'Astous | Charles-Édouard D'Astous | $775 000    | [ 27 ]    | 2026      | 2025           | Brynäs IF                   |           |           |
| --                                                                                            | Sverige   | Simon Lundmark           | Simon Lundmark           | $775 000    | [ 28 ]    | 2027      | 2025           | Manitoba Moose              |           |           |
| Forwards                                                                                      |           |                          |                          |             |           |           |                |                             |           |           |
| Nr                                                                                            |           | Namn                     | Pos                      | Lön 25/26   |           | Kontrakt  | Kom till laget | Kom ifrån                   |           |           |
| 14                                                                                            | Kanada    | Conor Geekie             | C                        | $855 000    | [ 29 ]    | 2027      | 2024           | Tucson Roadrunners          |           |           |
| 20                                                                                            | Kanada    | Nick Paul                | C/VF                     | $3 000 000  | [ 30 ]    | 2029      | 2022           | Ottawa Senators             |           |           |
| 21                                                                                            | Kanada    | Brayden Point            | C/HF                     | $12 000 000 | [ 31 ]    | 2030      | 2016           | Moose Jaw Warriors          |           |           |
| 22                                                                                            | Danmark   | Oliver Bjorkstrand       | HF/VF                    | $6 000 000  | [ 32 ]    | 2026      | 2025           | Seattle Kraken              |           |           |
| 28                                                                                            | Lettland  | Zemgus Girgensons        | C/VF                     | $775 000    | [ 33 ]    | 2027      | 2024           | Buffalo Sabres              |           |           |
| 37                                                                                            | Kanada    | Yanni Gourde             | C/YF                     | $3 010 000  | [ 34 ]    | 2031      | 2025           | Seattle Kraken              |           |           |
| 38                                                                                            | Kanada    | Brandon Hagel            | VF                       | $9 000 000  | [ 35 ]    | 2032      | 2022           | Chicago Blackhawks          |           |           |
| 41                                                                                            | USA       | Mitchell Chaffee         | HF                       | $800 000    | [ 36 ]    | 2026      | 2023           | Syracuse Crunch             |           |           |
| 52                                                                                            | Ryssland  | Maksim Grosjev           | HF/VF                    | $867 500    | [ 37 ]    | 2026      | 2023           | SKA St. Petersburg          |           |           |
| 53                                                                                            | USA       | Dylan Duke               | VF                       | $867 500    | [ 38 ]    | 2027      | 2025           | Syracuse Crunch             |           |           |
| 59                                                                                            | USA       | Jake Guentzel            | VF/HF                    | $9 947 368  | [ 39 ]    | 2031      | 2024           | Carolina Hurricanes         |           |           |
| 62                                                                                            | Kanada    | Jack Finley              | C/HF                     | $775 000    | [ 40 ]    | 2028      | 2025           | Syracuse Crunch             |           |           |
| 71                                                                                            | Kanada    | Anthony Cirelli          | C/VF                     | $8 125 000  | [ 41 ]    | 2031      | 2018           | Syracuse Crunch             |           |           |
| 73                                                                                            | Finland   | Niko Huuhtanen           | HF                       | $867 500    | [ 42 ]    | 2027      | 2024           | Jukurit                     |           |           |
| 86                                                                                            | Ryssland  | Nikita Kutjerov − A      | HF                       | $8 000 000  | [ 43 ]    | 2027      | 2013           | Huskies de Rouyn-Noranda    |           |           |
| 89                                                                                            | USA       | Ethan Gauthier           | HF                       | $870 000    | [ 44 ]    | 2027      | 2023           | Voltigeurs de Drummondville |           |           |
| 93                                                                                            | Kanada    | Gage Goncalves           | C                        | $1 100 000  | [ 45 ]    | 2025      | 2024           | Syracuse Crunch             |           |           |
| --                                                                                            | USA       | Nick Abruzzese           | VF/C                     | $775 000    | [ 46 ]    | 2026      | 2025           | Toronto Marlies             |           |           |
| --                                                                                            | Kanada    | Tristan Allard           | C/VF                     | $872 500    | [ 47 ]    | 2027      | 2025           | Syracuse Crunch             |           |           |
| --                                                                                            | Kanada    | Ethan Czata              | C/HF                     | $872 500    | [ 48 ]    | 2028      | 2025           | Niagara Icedogs             |           |           |
| --                                                                                            | USA       | Robert Flinton           | VF                       | $867 500    | [ 49 ]    | 2027      | 2025           | Dartmouth Big Green         |           |           |
| --                                                                                            | Sverige   | Pontus Holmberg          | C                        | $1 550 000  | [ 50 ]    | 2027      | 2025           | Toronto Maple Leafs         |           |           |
| --                                                                                            | Kanada    | Boris Katchouk           | VF                       | $775 000    | [ 51 ]    | 2026      | 2025           | W-B/Scranton Penguins       |           |           |
| --                                                                                            | USA       | Connor Kurth             | C                        | $870 000    | [ 52 ]    | 2027      | 2025           | Minnesota Golden Gophers    |           |           |
| --                                                                                            | USA       | Lucas Mercuri            | C                        | $867 500    | [ 53 ]    | 2027      | 2025           | UMass Minutemen             |           |           |
| --                                                                                            | Kanada    | Sam O'Reilly             | C                        | $958 000    | [ 54 ]    | 2028      | 2025           | London Knights              |           |           |
| --                                                                                            | Kanada    | Milo Roelens             | C                        | $870 000    | [ 55 ]    | 2027      | 2024           | Titan d’Acadie-Bathurst     |           |           |
| --                                                                                            | Kanada    | Jakob Pelletier          | VF                       | $775 000    | [ 56 ]    | 2028      | 2025           | Philadelphia Flyers         |           |           |
| --                                                                                            | Kanada    | Scott Sabourin           | HF/VF                    | $775 000    | [ 57 ]    | 2026      | 2025           | San Jose Barracuda          |           |           |
| --                                                                                            | Tyskland  | Wojciech Stachowiak      | VF                       | $775 000    | [ 58 ]    | 2026      | 2025           | ERC Ingolstadt              |           |           |
| --                                                                                            | Tjeckien  | Gabriel Szturc           | C                        | $870 000    | [ 59 ]    | 2027      | 2024           | Kelowna Rockets             |           |           |
| Positioner: C – HF – VF – YF \| C = Lagkapten; A = Assisterande lagkapten \| = Långtidsskadad |           |                          |                          |             |           |           |                |                             |           |           |

#### Spelargalleri

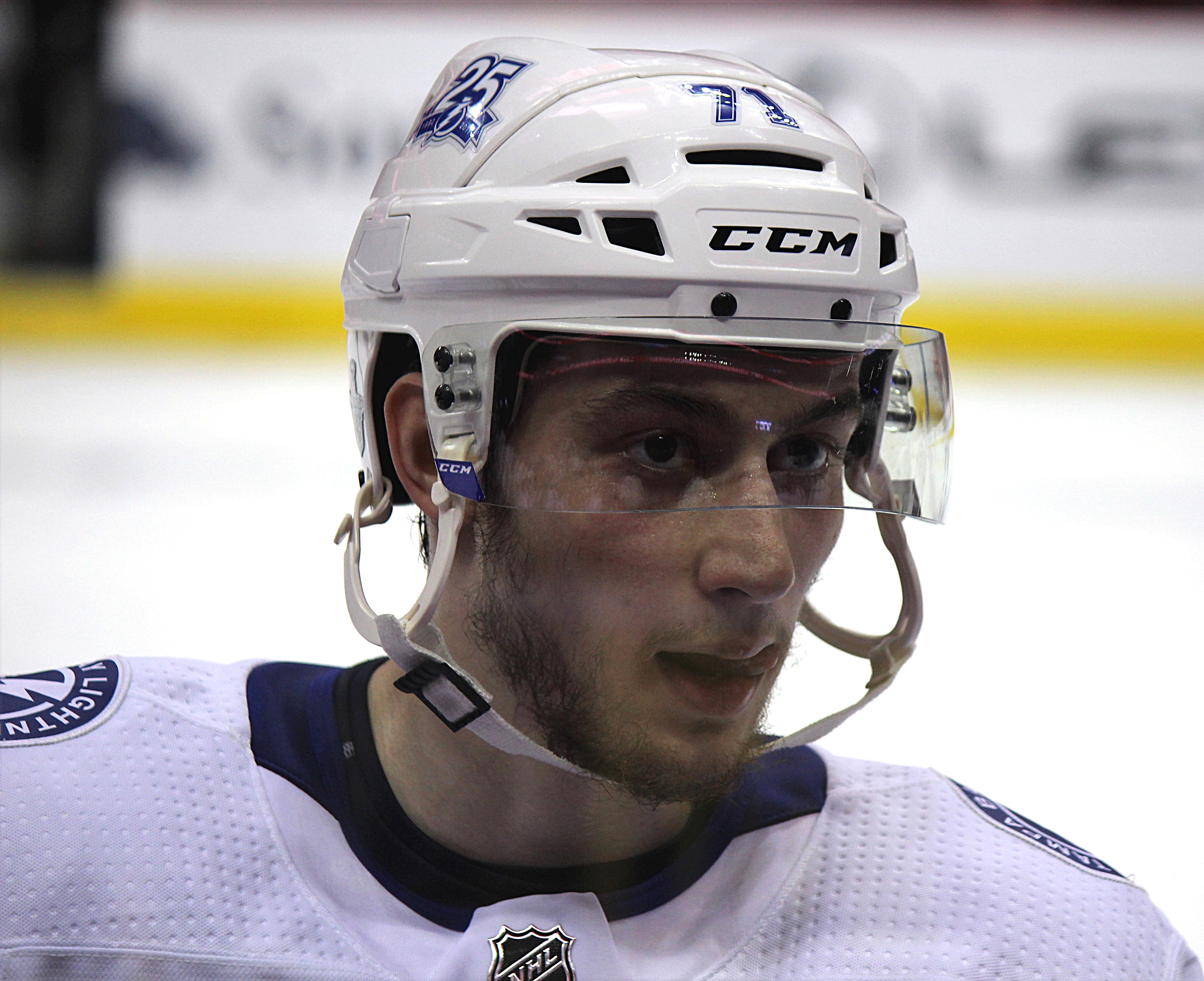
Anthony Cirelli
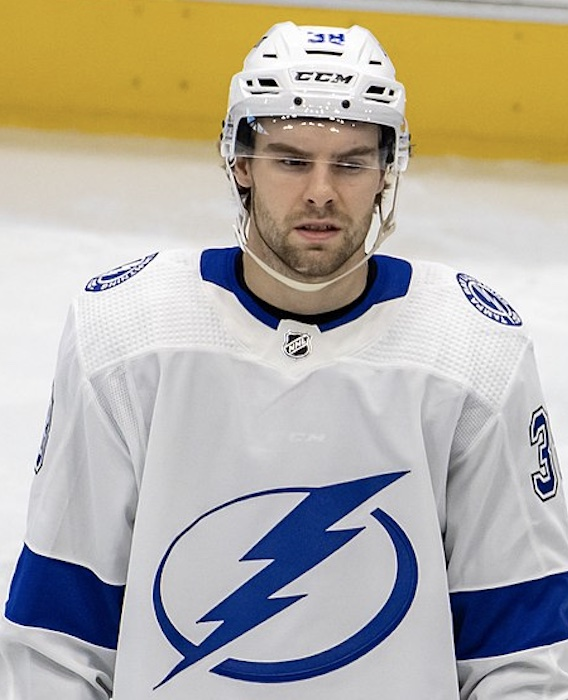
Brandon Hagel
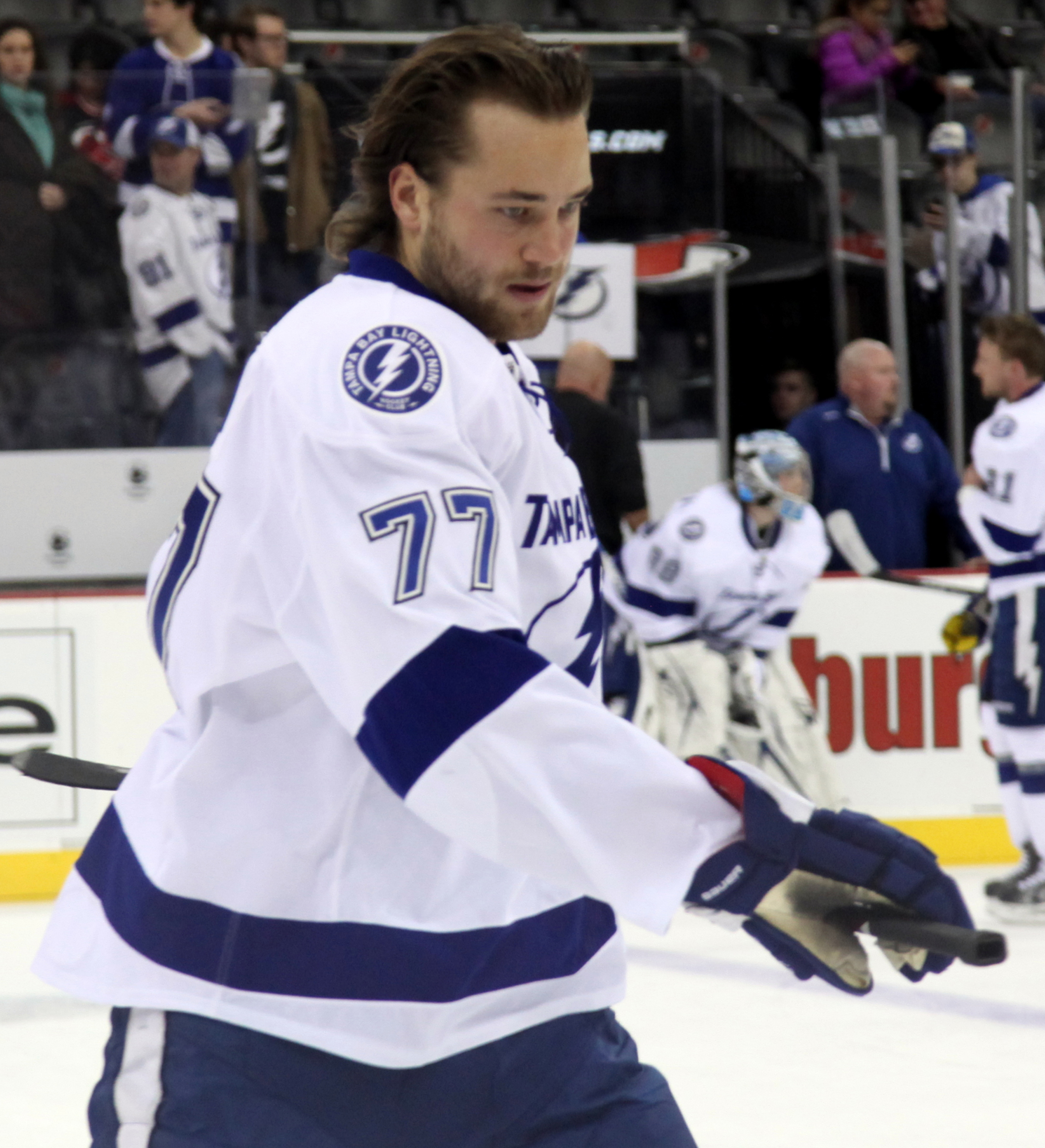
Victor Hedman
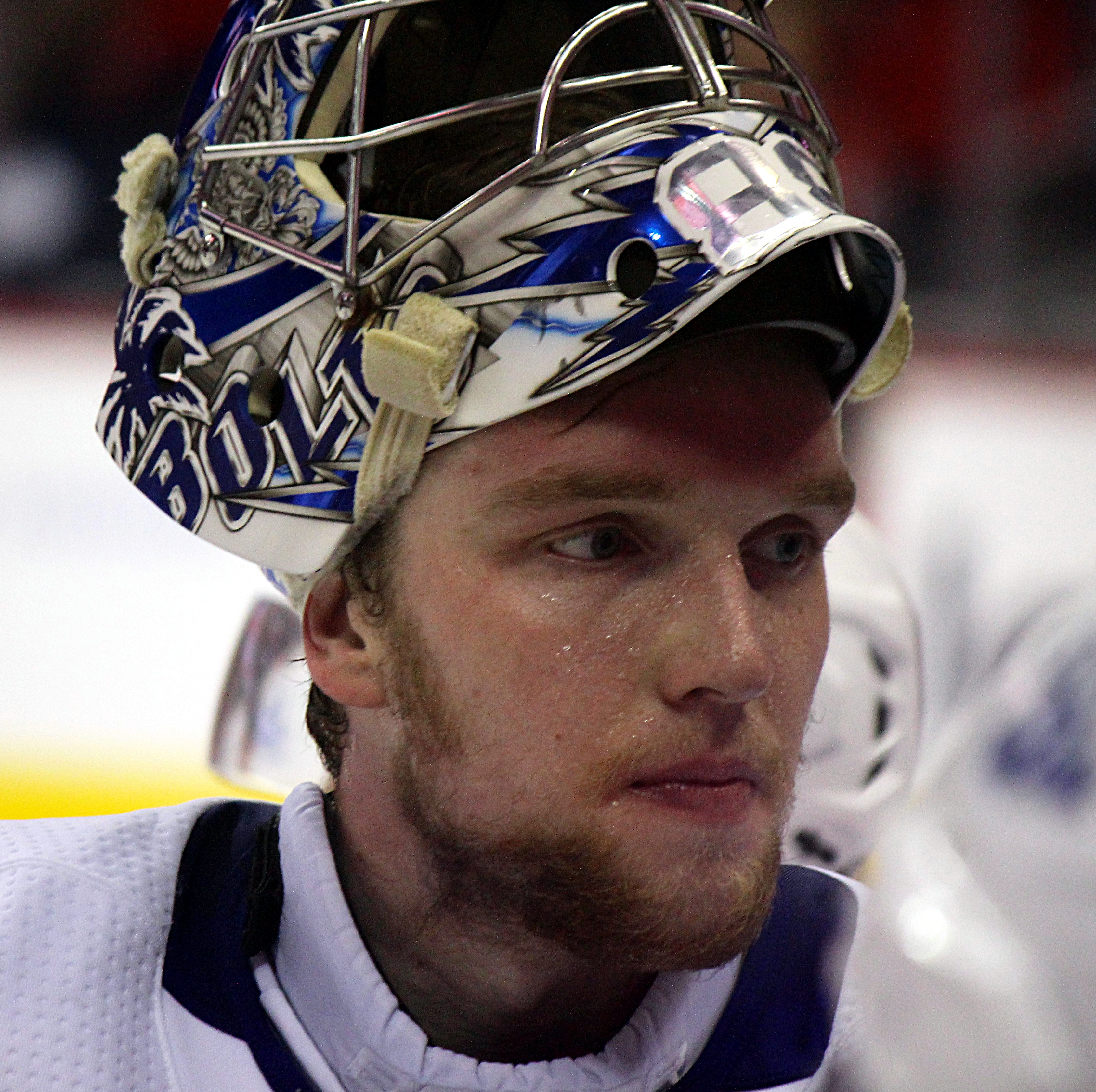
Andrej Vasilevskij

## Staben

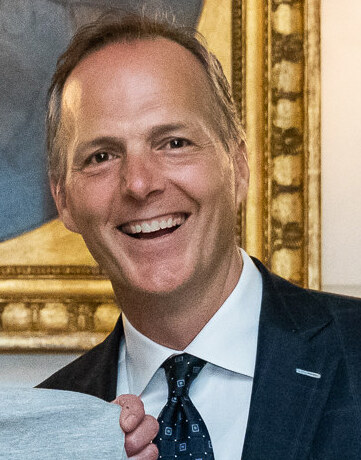
Jon Cooper, 2022.

Uppdaterat: 9 juli 2021
| Yrkestitel                                                | Namn               |
| --------------------------------------------------------- | ------------------ |
| General manager                                           | Julien BriseBois   |
| Aissterande general manager och chef för amatörscouting   | Al Murray          |
| Aissterande general manager och chef för spelarpersonalen | Jamie Pushor       |
| Aissterande general manager och chef för spelarutveckling | Stacy Roest        |
| Tränare                                                   | Jon Cooper         |
| Assisterande tränare                                      | Jeff Halpern       |
|                                                           | Derek Lalonde      |
|                                                           | Rob Zettler        |
| Målvaktstränare                                           | Frantz Jean        |
| Videocoach                                                | Nigel Kirwan       |
| Fystränare                                                | Mark Lambert       |
| Spelarutveckling                                          | Jean-Philippe Côté |

## Utmärkelser

### Pensionerade nummer
Lightning har pensionerat två spelarnummer medan själva ligan har pensionerat ett annat nummer.
| - 4 – Vincent Lecavalier (1998–2013) - 26 – Martin St. Louis (2000–2014) | - 99 – Wayne Gretzky (NHL) |

### Hall of Famers

#### Spelare
Fem spelare, som har spelat för Lightning, har blivit invalda till Hockey Hall of Fame.
| - Denis Savard (Invald 2000) - Spelade i Lightning mellan 1993 och 1995. - Dino Ciccarelli (Invald 2010) - Spelade i Lightning mellan 1996 och 1998. - Dave Andreychuk (Invald 2017) - Spelade i Lightning mellan 2001 och 2006. | - Mark Recchi (Invald 2017) - Spelade i Lightning mellan 2008 och 2009. - Martin St. Louis (Invald 2018) - Spelade i Lightning mellan 2000 och 2014. |

#### Ledare
Inga ledare har blivit invalda i Hockey Hall of Fame.

### Troféer
| Stanley Cup (3) - 2003–2004, 2019–2020, 2020–2021 Prince of Wales Trophy (5) - 2003–2004, 2014–2015, 2019–2020, 2020–2021, 2021–2022 Presidents' Trophy (1) - 2018–2019 Art Ross Trophy (3) - Martin St. Louis: 2003–2004, 2012–2013 - Nikita Kutjerov: 2018–2019 Bill Masterton Memorial Trophy (1) - John Cullen: 1998–1999 Conn Smythe Trophy (3) - Brad Richards: 2003–2004 - Victor Hedman: 2019–2020 - Andrej Vasilevskij: 2020–2021 General Manager of the Year Award/Jim Gregory General Manager of the Year Award (1) - Steve Yzerman: 2014–2015 Hart Memorial Trophy (2) - Martin St. Louis: 2003–2004 - Nikita Kutjerov: 2018–2019 | Jack Adams Award (1) - John Tortorella: 2003–2004 James Norris Memorial Trophy (1) - Victor Hedman: 2017–2018 King Clancy Memorial Trophy (1) - Vincent Lecavalier: 2007–2008 Lady Byng Memorial Trophy (4) - Brad Richards: 2003–2004 - Martin St. Louis: 2009–2010, 2010–2011, 2012–2013 Lester B. Pearson Award/Ted Lindsay Award (2) - Martin St. Louis: 2003–2004 - Nikita Kutjerov: 2018–2019 Maurice "Rocket" Richard Trophy (3) - Vincent Lecavalier: 2006–2007 - Steven Stamkos: 2009–2010, 2011–2012 NHL Foundation Player Award (1)' - Vincent Lecavalier: 2007–2008 NHL Plus/Minus Award (1) - Martin St. Louis: 2003–2004 Vézina Trophy (1) - Andrej Vasilevskij: 2018–2019 |

## General managers
Källa: 
| - Phil Esposito, 1991–1998 - Jacques Demers, 1998–1999 - Rick Dudley, 1999–2002 - Jay Feaster, 2002–20081 | - Brian Lawton, 2008–2010 - Tom Kurvers, 2010 - Steve Yzerman, 2010–2018 - Julien BriseBois, 2018–1 |

## Tränare
Källa: 
| - Terry Crisp, 1992–1997 - Rick Paterson, 1997 - Jacques Demers, 1997–1999 - Steve Ludzik, 1999–2001 - John Tortorella, 2001–20081 | - Barry Melrose, 2008 - Rick Tocchet, 2008–2010 - Guy Boucher, 2010–2013 - Jon Cooper, 2013–1 |

## Lagkaptener
Källa: 
| - Ingen utsedd lagkapten, 1992–1995 - Paul Ysebaert, 1995–1998 - Mikael Renberg, 1997–1998 - Rob Zamuner, 1998–1999 - Chris Gratton & Bill Houlder, 1999–2000 - Vincent Lecavalier, 1999–2001 - Ingen utsedd lagkapten, 2001–2002 | - Dave Andreychuk, 2002–20061 - Tim Taylor, 2006–2008 - Vincent Lecavalier, 2008–2013 - Martin St. Louis, 2013–2014 - Steven Stamkos, 2014–20241 - Victor Hedman, 2024– |

1 Vann Stanley Cup med Lightning.

## Statistik

### Poängledare
Topp tio för mest poäng i klubbens historia. Siffrorna uppdateras efter varje genomförd säsong.

Pos = Position; SM = Spelade matcher; M = Mål; A = Assists; P = Poäng; P/M = Poäng per match * = Fortfarande aktiv i klubben ** = Fortfarande aktiv i NHL

#### Grundserie
Uppdaterat efter 2010-11
| Spelare              | Pos | SM  | M   | A   | P   | P/M |
| Vincent Lecavalier** | C   | 934 | 351 | 442 | 793 | .85 |
| Martin St. Louis**   | RW  | 785 | 294 | 464 | 758 | .97 |
| Brad Richards**      | C   | 552 | 150 | 339 | 489 | .89 |
| Václav Prospal       | C   | 468 | 127 | 244 | 371 | .79 |
| Brian Bradley        | C   | 328 | 111 | 189 | 300 | .91 |
| Fredrik Modin        | LW  | 445 | 145 | 141 | 286 | .64 |
| Chris Gratton        | C   | 482 | 98  | 161 | 259 | .54 |
| Dan Boyle**          | D   | 394 | 66  | 187 | 253 | .58 |
| Pavel Kubina         | D   | 610 | 69  | 163 | 232 | .39 |
| Steven Stamkos*      | C   | 243 | 119 | 113 | 232 | .95 |

## Svenska spelare
Uppdaterat: 2012-04-05
| Spelare           | Position       | Matcher¹ | Matcher² | Från | Till | Tröjnummer | Stanley Cup's | Övrigt                           |
| ----------------- | -------------- | -------- | -------- | ---- | ---- | ---------- | ------------- | -------------------------------- |
| Mikael Andersson  | Högerforward   | 435      | 6        | 1992 | 1999 | 34         | 0             |                                  |
| Mikael Renberg    | Högerforward   | 88       | 0        | 1997 | 1999 | 20         | 0             | Lagkapten 1997-1998              |
| Kjell Samuelsson  | Back           | 46       | 0        | 1998 | 1999 | 28         | 0             |                                  |
| Nils Ekman        | Högerforward   | 71       | 0        | 1999 | 2001 | 28         | 0             |                                  |
| Andreas Johansson | Vänsterforward | 12       | 0        | 1999 | 1999 | 21         | 0             |                                  |
| Fredrik Modin     | Vänsterforward | 445      | 39       | 1999 | 2006 | 33         | 1             | Alternerande lagkapten 2001-2006 |
| Michael Nylander  | Center         | 35       | 0        | 1999 | 1999 | 9, 25, 8   | 0             |                                  |
| Josef Boumedienne | Back           | 3        | 0        | 2001 | 2002 | 55         | 0             |                                  |
| Jimmie Ölvestad   | Vänsterforward | 111      | 0        | 2001 | 2003 | 41, 18     | 0             |                                  |
| Johan Holmqvist   | Målvakt        | 93       | 6        | 2006 | 2008 | 40         | 0             |                                  |
| Andreas Karlsson  | Center         | 111      | 6        | 2006 | 2008 | 24         | 0             |                                  |
| Victor Hedman     | Back           | 940      | 155      | 2009 |      | 77         | 2             | Alternerande lagkapten 2018-     |
| Mattias Öhlund    | Back           | 139      | 18       | 2009 | 2011 | 5          | 0             | Alternerande lagkapten 2009-2011 |
| Mattias Ritola    | Ytterforward   | 43       | 2        | 2010 | 2011 | 21         | 0             |                                  |
| Johan Harju       | Ytterforward   | 10       | 0        | 2010 | 2011 | 24         | 0             |                                  |
| Anton Strålman    | Back           | 355      | 49       | 2014 | 2019 | 6          | 0             | Alternerande lagkapten 2016-2019 |
| Anders Lindbäck   | Målvakt        | 47       | 4        | 2012 | 2014 | 39         | 0             |                                  |
| Andreas Borgman   | Back           | 7        | 0        | 2020 | 2021 | 5          | 0             |                                  |
| Hugo Alnefelt     | Målvakt        | 1        | 0        | 2021 |      | 60         | 0             |                                  |
| Jonas Johansson   | Målvakt        | 0        | 0        | 2023 |      | 31         | 0             |                                  |

¹ = Grundserie
² = Slutspel

## Första draftval
Källa: 
| År   | Spelare                                          | Pos.                                             | NHL-lag                                                               | NHL-karriär                                      |                                                  |
| ---- | ------------------------------------------------ | ------------------------------------------------ | --------------------------------------------------------------------- | ------------------------------------------------ | ------------------------------------------------ |
| 1992 | Roman Hamrlík                                    | B                                                | Lightning, Oilers, Islanders, Flames, Canadiens, Capitals, Rangers    | 1992–2013                                        | Vald som nummer ett.                             |
| 1993 | Chris Gratton                                    | C                                                | Lightning, Flyers, Sabres, Coyotes, Avalanche, Panthers, Blue Jackets | 1993–2009                                        | Vald som nummer tre.                             |
| 1994 | Jason Wiemer                                     | C                                                | Lightning, Flames, Panthers, Islanders, Wild, Devils                  | 1994–2006                                        | Vald som nummer åtta.                            |
| 1995 | Daymond Langkow                                  | C                                                | Lightning, Flyers, Coyotes, Flames, Coyotes                           | 1995–2012                                        | Vald som nummer fem.                             |
| 1996 | Mario Larocque                                   | B                                                | Lightning                                                             | 1998–1999                                        | Vald som nummer 16.                              |
| 1997 | Paul Mara                                        | B                                                | Lightning, Coyotes, Bruins, Rangers, Canadiens, Ducks                 | 1998–2011                                        | Vald som nummer sju.                             |
| 1998 | Vincent Lecavalier                               | C                                                | Lightning, Flyers, Kings                                              | 1998–2016                                        | Vald som nummer ett.                             |
| 1999 | Lightning hade inget draftval i första omgången. | Lightning hade inget draftval i första omgången. | Lightning hade inget draftval i första omgången.                      | Lightning hade inget draftval i första omgången. | Lightning hade inget draftval i första omgången. |
| 2000 | Nikita Aleksejev                                 | HF                                               | Lightning                                                             | 2001–2005, 2006–2007                             | Vald som nummer åtta.                            |
| 2001 | Aleksandr Svitov                                 | C                                                | Lightning, Blue Jackets                                               | 2002–2004, 2006–2007                             | Vald som nummer tre.                             |
| 2002 | Lightning hade inget draftval i första omgången. | Lightning hade inget draftval i första omgången. | Lightning hade inget draftval i första omgången.                      | Lightning hade inget draftval i första omgången. | Lightning hade inget draftval i första omgången. |
| 2003 | Lightning hade inget draftval i första omgången. | Lightning hade inget draftval i första omgången. | Lightning hade inget draftval i första omgången.                      | Lightning hade inget draftval i första omgången. | Lightning hade inget draftval i första omgången. |
| 2004 | Andy Rogers                                      | B                                                | (Spelade aldrig i NHL.)                                               | (Spelade aldrig i NHL.)                          | Vald som nummer 30.                              |
| 2005 | Vladimír Mihálik                                 | B                                                | Lightning                                                             | 2008–2010                                        | Vald som nummer 30.                              |
| 2006 | Riku Helenius                                    | MV                                               | Lightning                                                             | 2008–2009                                        | Vald som nummer 15.                              |
| 2007 | Lightning hade inget draftval i första omgången. | Lightning hade inget draftval i första omgången. | Lightning hade inget draftval i första omgången.                      | Lightning hade inget draftval i första omgången. | Lightning hade inget draftval i första omgången. |
| 2008 | Steven Stamkos                                   | C                                                | Lightning                                                             | 2008–                                            | Vald som nummer ett.                             |
| 2009 | Victor Hedman                                    | B                                                | Lightning                                                             | 2009–                                            | Vald som nummer två.                             |
| 2009 | Carter Ashton                                    | HYF                                              | Maple Leafs                                                           | 2011–2015                                        | Vald som nummer 29.                              |
| 2010 | Brett Connolly                                   | HF                                               | Lightning, Bruins, Capitals, Panthers, Blackhawks                     | 2011–                                            | Vald som nummer sex.                             |
| 2011 | Vladislav Namestnikov                            | C                                                | Lightning, Rangers, Senators, Avalanche, Red Wings, Stars             | 2013–                                            | Vald som nummer 27.                              |
| 2012 | Slater Koekkoek                                  | B                                                | Lightning, Blackhawks, Oilers                                         | 2014–                                            | Vald som nummer tio.                             |
| 2012 | Andrej Vasilevskij                               | MV                                               | Lightning                                                             | 2014–                                            | Vald som nummer 19.                              |
| 2013 | Jonathan Drouin                                  | VF                                               | Lightning, Canadiens                                                  | 2014–                                            | Vald som nummer tre.                             |
| 2014 | Tony DeAngelo                                    | B                                                | Coyotes, Rangers, Hurricanes                                          | 2016–                                            | Vald som nummer 19.                              |
| 2015 | Lightning hade inget draftval i första omgången. | Lightning hade inget draftval i första omgången. | Lightning hade inget draftval i första omgången.                      | Lightning hade inget draftval i första omgången. | Lightning hade inget draftval i första omgången. |
| 2016 | Brett Howden                                     | C                                                | Rangers, Golden Knights                                               | 2018–                                            | Vald som nummer 27.                              |
| 2017 | Cal Foote                                        | B                                                | Lightning                                                             | 2020–                                            | Vald som nummer 14.                              |
| 2018 | Lightning hade inget draftval i första omgången. | Lightning hade inget draftval i första omgången. | Lightning hade inget draftval i första omgången.                      | Lightning hade inget draftval i första omgången. | Lightning hade inget draftval i första omgången. |
| 2019 | Nolan Foote                                      | VF                                               | Devils                                                                | 2020–                                            | Vald som nummer 27.                              |
| 2020 | Lightning hade inget draftval i första omgången. | Lightning hade inget draftval i första omgången. | Lightning hade inget draftval i första omgången.                      | Lightning hade inget draftval i första omgången. | Lightning hade inget draftval i första omgången. |
| 2021 | Lightning hade inget draftval i första omgången. | Lightning hade inget draftval i första omgången. | Lightning hade inget draftval i första omgången.                      | Lightning hade inget draftval i första omgången. | Lightning hade inget draftval i första omgången. |